# Итальянско-уругвайские отношения
Итальянско-уругвайские отношения — двусторонние дипломатические отношения между Италией и Уругваем. Италия имеет посольство в Монтевидео и 4 почётных консульства (в Колонии-дель-Сакраменто, Монтевидео и Пайсанду). Уругвай имеет посольство в Риме, Генеральное консульство в Милане и 4 почётных консульства (в Болонье, Генуе, Ливорно и Венеции).

## История
Дипломатические отношения между двумя странами имеют давнюю историю, ещё до объединения Италии: Королевство Сардиния имело представительское консульство в Монтевидео уже в 1834 году.
Италия играла важную роль в истории Уругвая на протяжении веков: первый поселенец в Монтевидео приехал из Италии. Тысячи итальянских иммигрантов приехали в Уругвай во второй половине XIX века и в первые десятилетия XX-го. В настоящее время каждый второй житель Уругвая имеет итальянские корни. В конце XX века миграционный поток перевернулся: тысячи уругвайцев, имевшие итальянский паспорт, эмигрировали в Италию.
Обе страны являются полноправными членами Организации Объединенных Наций.
Существует итальянская торговая палата в Монтевидео.

## Государственные визиты
1 марта 1985 года Премьер-министр Италии Беттино Кракси принял участие в церемонии инаугурации на должность Президента Уругвая Хулио Мария Сангинетти.
В мае 2013 года Президент Уругвая Хосе Мухика посетил с государственным визитом Италию.